# Мартин Турський
Ма́ртин Ту́рський (лат. Martinus Turonensis; 317 — 8 листопада 397) — римський офіцер, християнський священник, святий. Єпископ Турський (371—397). Засновник капеланства. Народився у Саварії, Панонія. Дитинство провів у Павії, Італія. Більшу частину свого життя провів у Галлії. Заснував Мармутьєрське абатство (372). Помер у Канді, Галлія. Життєпис записаний його сучасником Сульпіцієм Севером. Вшановується у більшості християнських церков. День вшанування — 11 листопада в католицькій, лютеранській та англіканській церквах; 12 (25 жовтня) — в православних церквах. В іконографії та живописі зображується у вигляді воїна-вершника, який дає частину свого плаща жебракові; чоловіка, який розрізає свій плащ тощо. Вважається захисником від бідності й пияцтва; патрон жебраків, злиденних, шинкарів, виноробів, вершників, вояків тощо.

## Біографія
Мартин народився 317 року в римській провінції Паннонія в місті Саварія (нині місто Сомбатгей в теперішній Угорщині). Його батько був легіонером армії Римської імперії, який дослужився до посади військового трибуна (ранг сучасного полковника) і залишався переконаним прихильником римського язичництва. Тому свідомо назвав свого сина на честь Марса (римського бога війни). Дитячі роки Мартина минали у місті Тіцінум (тепер — Павія) біля річки Тічино, притоки річки По, куди перевели служити батька. Мартин познайомився з тамтешніми християнами і став катехуменом (оглашенним), але до Хрещення не дійшло, бо тамтешній єпископ просто боявся хрестити десятирічного хлопчика, щоб не наразитися на гнів впливового батька. Мартин прийняв присягу римського легіонера в 15 років відповідно до імперського наказу щодо синів ветеранів. Сильний юнак Мартин був призначений офіцером кінноти. Але вже тоді Мартин вподобав спосіб життя свого сучасника преподобного Антонія Великого (представника Східної Церкви християнства). Своїх слуг Мартин дивував тим, що, маючи свободу до спокус, вів особисте моральне життя, допомагав потребуючим у нещасті.
Святий Мартін ріс у своїй сім'ї не сам. Відомо, що він мав сестру. Сестра святого Мартина стала згодом бабусею святого Патрика і святої Дарерки.
У 338 році під час перебування в гарнізоні Ам'єна, він у люту зимову холоднечу зустрів жебрака і, щоб зігріти його, віддав йому половину свого плаща, який звався «капа» (лат. cappa). Вночі уві сні побачив Христа, одягненого в його плащ (лат. cappa), який сказав ангелам: «Дивіться, мене Мартин-катехумен одягнув!». Пізніше друга половина плаща-капи святого Мартина стала предметом вшанування у французькій армії. Для неї був створений похідний храм, який назвали «капелою» (лат. capella; звідси походить й українське «каплиця»), а священика, який служив у цьому храмі, почали називати capellanus, капелан. У кожному легіоні імператора Римської імперії Костянтина I Великого була похідна церква (окремий намет) із християнським священиком.

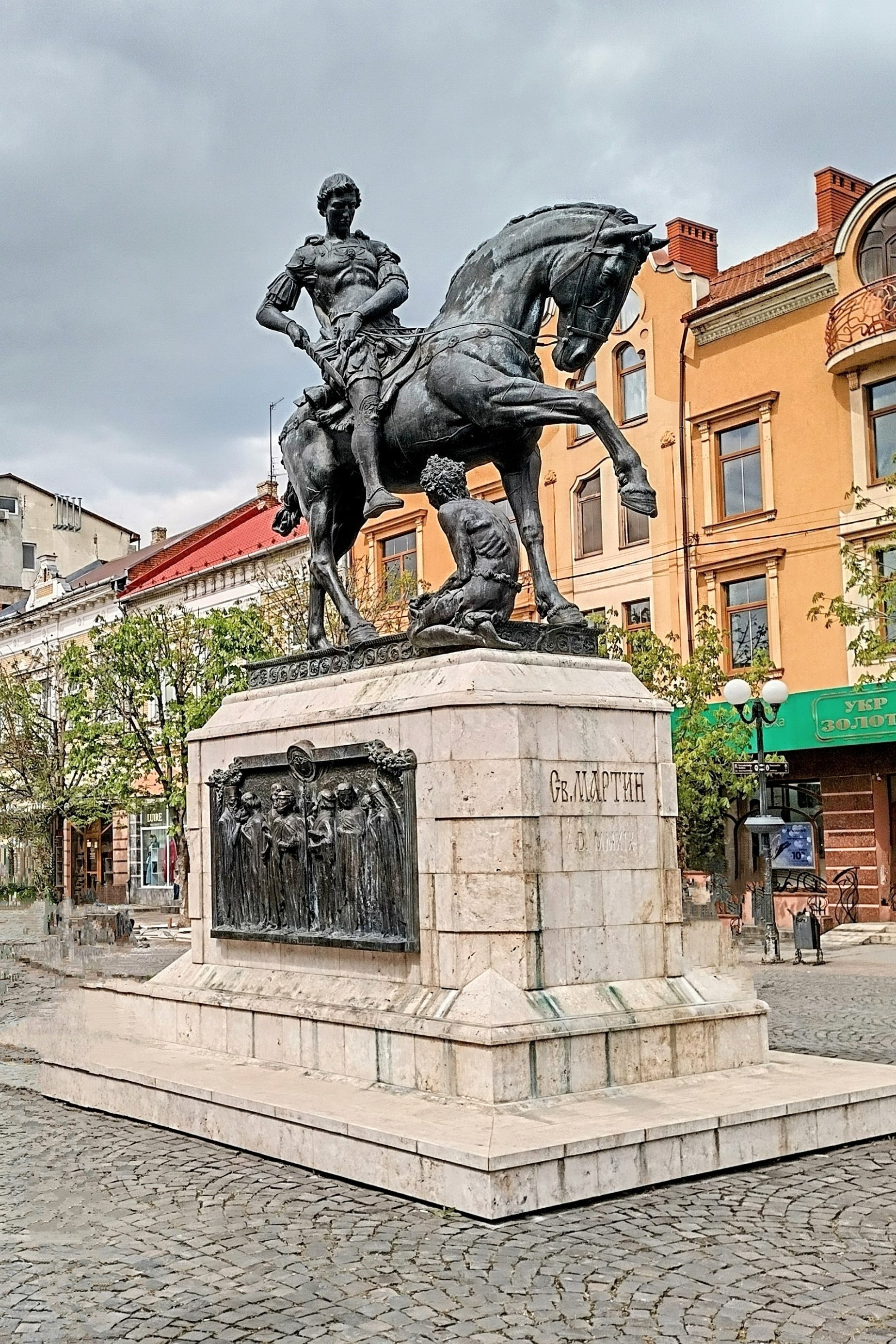
Кінний пам'ятник Святому Мартину в Мукачево

Навесні 339 року на Великдень Мартин охрестився. Командир (трибун) його військового підрозділу не хотів демобілізації з війська Мартина, і запропонував умову, що стане разом з ним ченцем, якщо Мартин ще два роки служитиме у війську. Оскільки цезар Констанцій Галл вів війну з алеманами в 354, Мартин запропонував пустити його без зброї у битву з християнською молитвою на устах замість звільнення від військової присяги і виступити таким чином у ролі живого щита. Коли він уже був підготовлений до використання у такій ролі, алемани з незрозумілих причин попросили миру. Після звільнення з військової служби він отримав благословення від єпископа Пуатьє Іларія Піктавійського, і з кількома колишніми військовими товаришами заклав перший пусти́нський монастир у Галлії (360), пустинь Лігуже (Ligugé) біля Пуатьє (монастир у Лігуже існує донині). І цим став родоначальником галльського (французького) чернецтва. Мартин уникав рукоположення в священство, віддавав перевагу своїй посаді екзорциста (заклинача, який робив «вичитку» особливими молитвами над біснуватими). Йому були притаманні доброта і дбайливість. Поєднував у собі мужній і величний вигляд колишнього військового. Він піклувався про хворих, жебраків, голодних. Тому отримав від народу додаток до імені — «Милостивий».
У 371 році помер єпископ Галльського міста Тур. Священнослужителі й миряни віруючі дуже хотіли бачити на Турській кафедрі саме Мартина, але він не хотів залишати свій чернечий притулок. Тоді його прихильники застосували хитрість. Один із шановних громадян Тура на ім'я Руріцій попросив Мартина, який мав харизму оздоровлення, провідати хвору дружину того громадянина. Заманюючи Мартина під цим приводом до себе, турські міщани насильно заштовхнули його в єпископську кафедру і смиренно-наполегливо благали, щоби погодився отримати гідність єпископа. Після довгих умовлянь Мартин погодився і 4 липня 371 р. був висвячений на єпископа м. Тура. І тоді заснував нове Мармутьєрське абатство за 14 км від м. Тур. Він запровадив звичаї східного чернецтва: спільність майна, безумовний послух, прагнення до безмовності, одноразове споживання їжі протягом дня (овочі з хлібом), грубий і простий одяг (з верблюжої вовни), усамітнення для молитви, молитовний подвиг, вивчення Святого Письма. Тоді в абатстві мешкало 80 монахів. Пізніше, на похорон свого настоятеля Мартина, їх зібралося вже близько 2 тисяч. З абатства вийшло чимало єпископів, які християнізували кельтів-язичників. Під час уділення ним благословень та богослужінь помічали навколо його обличчя чи голови блискучий ореол світла, енергетичну кулю з вогняним променем, спрямованим угору, тощо.
За легендою, Мартин спочатку зумів втекти від своїх надокучливих шанувальників і сховатися з гускою (символом рятування Риму), але та видала його звуками свого крякання. Гуси одного разу перервали проповідь Мартина (він любив повчати притчами). Гуси вважалися в римлян священними птахами Марса, на честь якого і був названий майбутній святий Мартин (Martinus походить від Mars, род. відм. Martis). Тому першою справою Мартина на новій посаді був наказ засмажити гуску. На єпископській посаді Мартин проявив себе безкомпромісним борцем із язичництвом (поганством), руйнував капища язичницьких ідолів і всіляко викорінював дохристиянські вірування, а саме в м. Амбуаз, Августодон Едуї лат. Haedui, Aedui (румовища у французькому департаменті Сона і Луара), Карнот (тепер Шартр), Лепрозе (тепер Левру) та інші. Засмажені за наказом Мартина гуси символізували свідоме і послідовне зречення від римського поганства, від традиції, в якій намагалися його виховати батько та матір, яких Мартин незадовго до їх смерті схилив до хрещення. Перед тим, коли Мартин ішов дорогою додому через Альпи і став жертвою розбійників, він навернув у християнство одного з нападників. Після відвідин батьківського дому і спроби спорудити келію в м. Медіолан (тепер Мілан) він пережив наругу та тілесні знущання від єретичного владики аріан Авксентія. Тому пробував усамітнитися на островах Галлінарії та Капрарії Тірренського моря, в Лігурії. Отримав харизму повертати до життя людей, зціляти німоту і сліпоту, зціляти отруєного змією тощо. І харизму розпізнавання духів — його не можна було обманути фіктивною зовнішністю, удаванням Христа. У проповідях слухачі відзначали дотримання ним ясності, переконливості, живості та простоти. Зцілений ним від сліпоти поганин Павлін прийняв Хрещення, став єпископом Ноланським (†431 р.) і потім був визнаний Церквою святим.
Мартин мав смирення перед Богом. Але сміливо виражав думки перед політиками, які державними переворотами (революціями) переслідували особисті цілі догоджати власним амбіціям, прикриваючись популізмом і демагогією, чим наносили загальну шкоду народові (громадянам). Так, у 383 р. він у м. Трір на запрошення імператора Магна Максима відповів: «Не можу сидіти за столом людини, котра позбавила одного імператора життя (Граціана, сина Валентиніана I), а іншого — його престолу (Валентиніана II, сина Валентиніана I)». І він мав сміливість висловити свою незгоду керівнику держави (Валентиніана I) із дружиною (Юстиною), котрі були єретиками (аріани) — після його семиденного посту і молитви запалав трон під імператором (пірокінез). Вимагав від державного службовця Авіціана, який часом по-садистськи керував областю, звільнити юрбу людей, несправедливо ним ув'язнених у м. Тур — заступався як пастир, щоби той не знущався над його паствою. Мартін духовними вправами досяг стану безпристрасності (апатеї), умиротворення, беззлобності, спокою і внутрішньої радості. Умів терпіти заздрощі, наклепи і брутальну лайку клірика Брікція — розсудливо повчав його, демонстрував йому дар ясновидіння (дистанційно дізнавався про вчинки Брікція без своєї особистої присутності й тим не давав Брікцію його обманути, хоча Брікцій надіявся через відсутність свідків спотворити факти). Вислів Мартина: «Брікцій нашкодив лише собі, а не мені. Господь Ісус Христос терпів коло себе навіть Юду. Чому ж я не повинен терпіти коло себе цього?». Він мав дар пророкування майбутньої долі різних осіб, що і збувалося. Мартина дехто ненавидів за його добродійність, якої сам не мав у собі, і не міг повторити у своїх діях.
Святий Мартин помер 8 листопада 397 р. у Канде  під час молитви в храмі над злиттям річок В'єнна  та Луара. Знаючи час своєї смерті, Мартин заповів покласти його на підлогу та загорнути в саван із попелом — що і було зроблено. Місцеві мешканці мали намір поховати його у себе, однак жителі Тура викрали тіло через вікно храму, і вирушили з ним вгору за течією на човнах по річці Луара у м. Тур, і через три дні урочисто поховали — саме тому день його пам'яті святкують 11 листопада. З плином часу його було проголошено святим патроном Франції. Близько 700 населених пунктів Франції, а також понад 3600 французьких парафій носять його ім'я. У Речі Посполитій Мартин був одним з найпопулярніших святих, якому було присвячено більше 200 церков (велика частина цих парафій збереглася до наших днів у Польщі, Білорусі, Україні та Литві). На багато століть його день залишився обов'язковим церковним святом. У Речі Посполитій зберігали сорокаденний піст перед Різдвом, який починався одразу після дня святого Мартина (12 листопада), як аналог Великого Посту перед Пасхою (Великоднем).
Мартин Турський став засновником капеланства. У 742–743 р. у м. Регенсбурзі (Німеччина) на першому східно-франкському соборі (Consilium Germanicum) ухвалено рішення про участь священиків у військовій службі із застереженням про заборону носіння ними зброї та безпосередньої участі в бойових діях. З того часу капелани є у більшості армій світу, а їх правовий статус закріплений у внутрішньодержавних й у міжнародних законах.
У 1562 році секта протестантських фанатиків виразила свій гнів до християн-католиків розграбуванням гробниці святого Мартина і підпаленням його нетлінних мощей у місті Тур (залишки вцілілих мощей досі зберігають у тамтешньому кафедральному соборі).
День святого Мартина католики відзначають 11 листопада (урочистості на його честь часом тривали три дні). Мартин — один із найулюбленіших святих у загальноєвропейській культурі. У православній традиції святого називають "святитель Мартин Милостивий, єпископ Турський" і відзначають його пам'ять 13 лютого.
При нетлінних його мощах відбувалися чуда, записані Григорієм Турським. Жоден святий не користувався такою посмертною славою у Західній Католицькій Церкві і не може щодо цього з ним зрівнятися. Про шанування його свідчать тисячі храмів і поселень, що носять його ім'я. Для середньовічної Франції і Німеччини він був національним святим. Його базиліка в Typi була найбільшим релігійним центром меровінгської та каролінгської Франції, його мантія стала державною святинею франкських королів. Складене Сульпіцієм Севером житіє, учнем Мартина, котрий особисто був з ним знайомий, служило зразком для всієї агіографічної літератури Західної Католицької Церкви. Воно надихнуло на аскетичний подвиг безліч поколінь християн. Було першою найважливішою школою аскези. Майже в кожному святому меровінгської доби, яку Жан Мабільон називає «золотим століттям агіографії», помітні риси учнів святого отця Мартина Турського.
В Україні святого Мартина Турського вшановували як патрона окремих міст, про що свідчать його зображення на старовинних гербах міст Мукачева (герб наданий 1376 р.) і Полонного (герб відомий з 1766 р.).
У Мукачеві 3 березня 2019 року було встановлено пам'ятник Мартину. Вага бронзового пам'ятника становить 33 тон, висота понад 4 метри. Скульпторами є Степан Федорин, Микола Гурмак, а матеріал постаменту — травертин. Виготовлення пам'ятника і виливання бронзи відбувалися в Мукачеві.

## Святкування

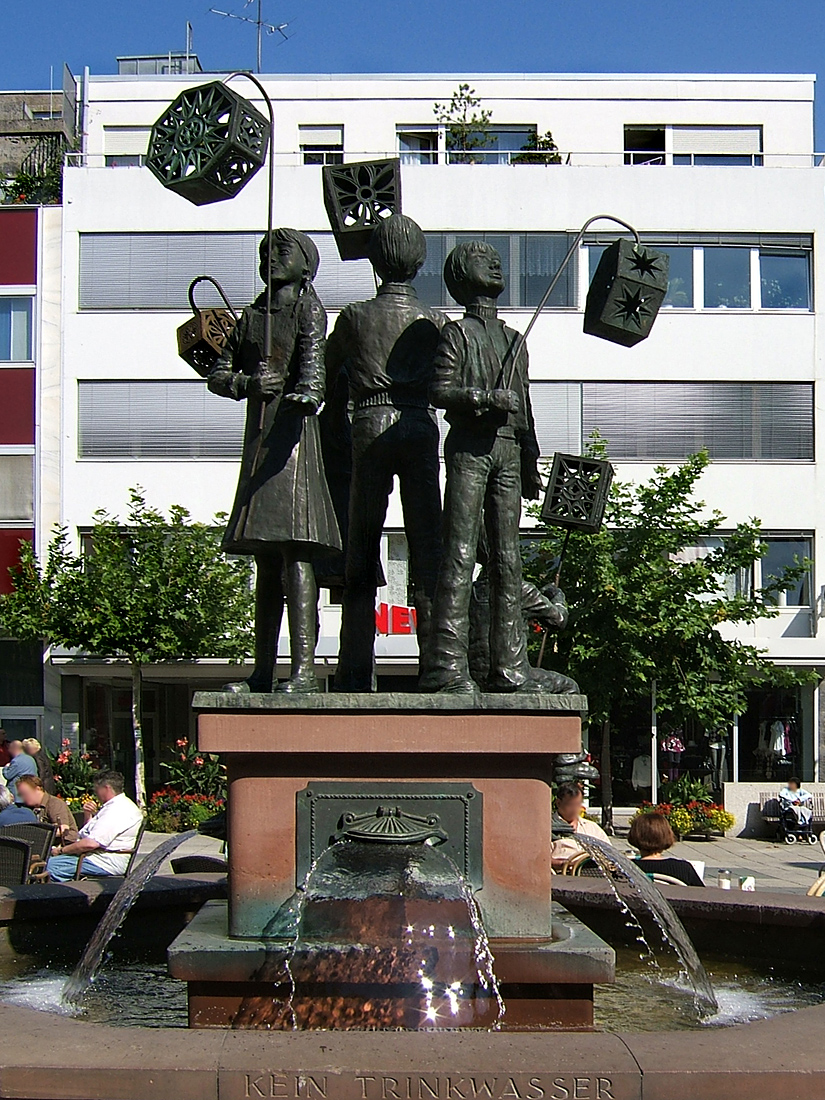
Фонтан у Бад-Гомбурзі

Ввечері на день Мартина католики влаштовують святкову дитячу ходу з ліхтариками та співом традиційної пісні "Laterne" (Ліхтарики).

## Патрон
- Україна:
  - міста: Мукачево, Полонне
  - парафії: Мукачево, Нове Місто
- Португалія:
  - муніципалітети: Пенафієл, Помбал, Фундан
  - парафії: Агуада-де-Байшу, Аморейра-да-Гандара, Анта, Аргонсільє, Ешпіунка, Масієйра-де-Алкоба, Мозелуш, Сан-Мартіню-де-Сардора, Сарлеу
- Швейцарія:
- Костел Святого Мартина в місті Ольтен